# Volta a Suïssa 1955
La Volta a Suïssa 1955 fou la 19a edició de la Volta a Suïssa. Aquesta edició es disputà de l'11 al 18 de juny de 1955, amb un recorregut de 1.648 km distribuïts en 8 etapes. L'inici i final de la cursa fou a Zúric.
El vencedor final fou el suís Hugo Koblet, que d'aquesta manera s'imposà per tercera vegada en aquesta cursa, després de les victòries aconseguides el 1950 i 1953. Koblet també guanyà una etapa i la classificació de la muntanya. En segona posició finalitzà el belga Stan Ockers, a quasi sis minuts, mentre el també suís Carlo Clerici acabà en tercera posició.

## Etapes
| Etapa | Data       | Recorregut            | Km  | Vencedor d'etapa      | Líder de la general   |
| ----- | ---------- | --------------------- | --- | --------------------- | --------------------- |
| 1ª    | 11 de juny | Zúric - Baden         | 218 | Fritz Schär (SUI)     | Fritz Schär (SUI)     |
| 2ª    | 12 de juny | Baden - Delémont      | 220 | Hugo Koblet (SUI)     | Fritz Schär (SUI)     |
| 3ª    | 13 de juny | Delémont - Ginebra    | 234 | Edgar Sorgeloos (BEL) | Edgar Sorgeloos (BEL) |
| 4ª    | 14 de juny | Ginebra - Sion        | 268 | Arrigo Padovan (ITA)  | Hugo Koblet (SUI)     |
| 5ª    | 15 de juny | Sion - Locarno        | 202 | Ferdi Kübler (SUI)    | Hugo Koblet (SUI)     |
| 6ª    | 16 de juny | Locarno - Bad Ragaz   | 188 | René Strehler (SUI)   | Hugo Koblet (SUI)     |
| 7ª    | 17 de juny | Bad Ragaz - Lucerna   | 235 | Marcel Ernzer (LUX)   | Hugo Koblet (SUI)     |
| 8ª    | 18 de juny | Lucerna - Zúric (CRI) | 83  | Jan Brankhart (BEL)   | Hugo Koblet (SUI)     |

## Classificació final
|    | Ciclista               | Equip         | Temps       |
| -- | ---------------------- | ------------- | ----------- |
| 1  | Hugo Koblet (SUI)      | Suïssa        | 47h 27' 41" |
| 2  | Stan Ockers (BEL)      | Bèlgica       | + 5' 48"    |
| 3  | Carlo Clerici (SUI)    | Suïssa        | + 6' 16"    |
| 4  | Ferdi Kübler (SUI)     | Suïssa        | + 8' 26"    |
| 5  | Jan Brankart (BEL)     | Bèlgica       | + 8' 47"    |
| 6  | Max Schellenberg (SUI) | Suïssa        | + 10' 03"   |
| 7  | Arrigo Padovan (ITA)   | Itàlia        | + 16' 56"   |
| 8  | Guido Boni (ITA)       | Itàlia        | + 17' 16"   |
| 9  | Marcel Huber (SUI)     | Suïssa        | + 17' 57"   |
| 10 | Jan Nolten (NED)       | Països Baixos | + 18' 40"   |